# دهستان پایین ولایت (کاشمر)

دهستان پایین ولایت

دهستان پایین ولایت نام دهستانی از توابع بخش مرکزی شهرستان کاشمر در استان خراسان رضوی است. این دهستان بر اساس سرشماری سال ۱۳۹۵ جمعیت آن (۴٬۰۶۷ خانوار) ۱۲٬۷۵۸ نفر است.

## روستاها
- حاجی‌آباد
- زنده‌جان
- سرحوضک
- شوکتیه
- عشرت‌آباد
- کسرینه
- محمدآباد عندلیب
- محمدیه
- مغان
- ممرآباد